# Cumaribo
Cumaribo – miasto w Kolumbii, w departamencie Vichada.